# Pterandra colombiana
Pterandra colombiana är en tvåhjärtbladig växtart som beskrevs av C. Anderson. Pterandra colombiana ingår i släktet Pterandra och familjen Malpighiaceae. Inga underarter finns listade i Catalogue of Life.